# 中华人民共和国地方各级人民代表大会和地方各级人民政府组织法
《中华人民共和国地方各级人民代表大会和地方各级人民政府组织法》是宪法性法律，且带有宪法内容而经国家立法机关依法赋予其法律效力或重新进行法律解释的政治性文件。

## 章节
- 第一章为总则。
- 第二章规定了地方各级人民代表大会的组织情况。
- 第三章规定了县级以上的地方各级人民代表大会常务委员会的组织情况。
- 第四章规定了地方各级人民政府的组织情况。
- 第五章为附则。[1]

## 修订
- 1979年7月1日第五届全国人民代表大会第二次会议通过《中华人民共和国地方各级人民代表大会和地方各级人民政府组织法》。
- 1982年12月10日第五届全国人民代表大会第五次会议通过《关于修改〈中华人民共和国地方各级人民代表大会和地方各级人民政府组织法〉的若干规定的决议》，进行第一次修正。
- 1986年12月2日第六届全国人民代表大会常务委员会第十八次会议通过《关于修改〈中华人民共和国地方各级人民代表大会和地方各级人民政府组织法〉的决定》，进行第二次修正。
- 1995年2月28日第八届全国人民代表大会常务委员会第十二次会议通过《关于修改〈中华人民共和国地方各级人民代表大会和地方各级人民政府组织法〉的决定》，进行第三次修正。
- 2004年10月27日第十届全国人民代表大会常务委员会第十二次会议通过《关于修改〈中华人民共和国地方各级人民代表大会和地方各级人民政府组织法〉的决定》，进行第四次修正。[2]
- 2015年8月29日第十二届全国人民代表大会常务委员会第十六次会议通过《关于修改〈中华人民共和国地方各级人民代表大会和地方各级人民政府组织法〉、〈中华人民共和国全国人民代表大会和地方各级人民代表大会选举法〉、〈中华人民共和国全国人民代表大会和地方各级人民代表大会代表法〉的决定》，进行第五次修正。[3]
- 2022年3月11日第十三届全国人民代表大会第五次会议通过《关于修改〈中华人民共和国地方各级人民代表大会和地方各级人民政府组织法〉的决定》，进行第六次修正。